# 赤羽恒雄
赤羽 恒雄（あかは つねお、? - 2021年11月）は、日系アメリカ人の国際政治学者。

## 略歴
長野県茅野市出身。長野県諏訪清陵高等学校を経て、1974年オレゴン州立大学政治学部卒業。1975年早稲田大学政治経済学部政治学科卒業。1981年南カリフォルニア大学にて国際関係学Ph.D.取得。カンザス州立大学政治学助教授、オハイオ州ボーリング・グリーン州立大学政治学準教授を経て、カリフォルニア州モントレー国際大学国際政策学大学院教授・東アジア研究センター所長、国際連合大学客員教授、早稲田大学アジア太平洋研究センター客員教授を務めた。

## 著書

### 監修・編
- 『国境を越える人々 北東アジアにおける人口移動』アンナ･ワシリエヴァ共編 内藤稔共訳 国際書院 2006年